# Digoin
Digoin és un municipi francès, situat al departament de Saona i Loira i a la regió de Borgonya - Franc Comtat. L'any 2007 tenia 8.493 habitants.

## Demografia

### Població
El 2007 la població de fet de Digoin era de 8.493 persones. Hi havia 3.894 famílies, de les quals 1.468 eren unipersonals (593 homes vivint sols i 875 dones vivint soles), 1.280 parelles sense fills, 850 parelles amb fills i 296 famílies monoparentals amb fills.
La població ha evolucionat segons el següent gràfic:
Habitants censats

### Habitatges
El 2007 hi havia 4.421 habitatges, 3.955 eren l'habitatge principal de la família, 78 eren segones residències i 387 estaven desocupats. 2.298 eren cases i 2.028 eren apartaments. Dels 3.955 habitatges principals, 2.000 estaven ocupats pels seus propietaris, 1.866 estaven llogats i ocupats pels llogaters i 89 estaven cedits a títol gratuït; 132 tenien una cambra, 317 en tenien dues, 1.040 en tenien tres, 1.195 en tenien quatre i 1.272 en tenien cinc o més. 2.270 habitatges disposaven pel capbaix d'una plaça de pàrquing. A 1.971 habitatges hi havia un automòbil i a 1.091 n'hi havia dos o més.

### Piràmide de població
La piràmide de població per edats i sexe el 2009 era:
| Homes | Edats   | Dones |
| ----- | ------- | ----- |
| 0     | 95 o +  | 20    |
| 20    | 90 a 94 | 36    |
| 60    | 85 a 89 | 136   |
| 56    | 80 a 84 | 108   |
| 160   | 75 a 79 | 292   |
| 240   | 70 a 74 | 284   |
| 244   | 65 a 69 | 324   |
| 260   | 60 a 64 | 264   |
| 264   | 55 a 59 | 268   |
| 340   | 50 a 54 | 372   |
| 296   | 45 a 49 | 316   |
| 312   | 40 a 44 | 360   |
| 312   | 35 a 39 | 236   |
| 256   | 30 a 34 | 260   |
| 316   | 25 a 29 | 316   |
| 216   | 20 a 24 | 192   |
| 264   | 15 a 19 | 240   |
| 292   | 10 a 14 | 188   |
| 212   | 5 a 9   | 196   |
| 252   | 0 a 4   | 160   |

## Economia
El 2007 la població en edat de treballar era de 5.260 persones, 3.598 eren actives i 1.662 eren inactives. De les 3.598 persones actives 3.009 estaven ocupades (1.684 homes i 1.325 dones) i 588 estaven aturades (244 homes i 344 dones). De les 1.662 persones inactives 552 estaven jubilades, 390 estaven estudiant i 720 estaven classificades com a «altres inactius».

### Ingressos
El 2009 a Digoin hi havia 3.935 unitats fiscals que integraven 8.153,5 persones, la mediana anual d'ingressos fiscals per persona era de 14.831 €.

### Activitats econòmiques
Dels 417 establiments que hi havia el 2007, 4 eren d'empreses extractives, 12 d'empreses alimentàries, 30 d'empreses de fabricació d'altres productes industrials, 48 d'empreses de construcció, 100 d'empreses de comerç i reparació d'automòbils, 17 d'empreses de transport, 44 d'empreses d'hostatgeria i restauració, 2 d'empreses d'informació i comunicació, 24 d'empreses financeres, 15 d'empreses immobiliàries, 35 d'empreses de serveis, 51 d'entitats de l'administració pública i 35 d'empreses classificades com a «altres activitats de serveis».
Dels 130 establiments de servei als particulars que hi havia el 2009, 1 era una oficina d'administració d'Hisenda pública, 2 oficines del servei públic d'ocupació, 1 gendarmeria, 1 oficina de correu, 8 oficines bancàries, 2 funeràries, 8 tallers de reparació d'automòbils i de material agrícola, 1 taller d'inspecció tècnica de vehicles, 1 establiment de lloguer de cotxes, 2 autoescoles, 10 paletes, 13 guixaires pintors, 3 fusteries, 10 lampisteries, 6 electricistes, 2 empreses de construcció, 15 perruqueries, 2 veterinaris, 4 agències de treball temporal, 23 restaurants, 8 agències immobiliàries, 2 tintoreries i 5 salons de bellesa.
Dels 56 establiments comercials que hi havia el 2009, 1 era, 3 supermercats, 1 un supermercat, 2 botigues de més de 120 m², 5 botiges de menys de 120 m², 9 fleques, 3 carnisseries, 4 llibreries, 10 botigues de roba, 3 botigues d'equipament de la llar, 2 sabateries, 2 botigues d'electrodomèstics, 1 una botiga d'electrodomèstics, 1 una botiga de mobles, 2 drogueries, 1 un drogueria, 1 una perfumeria i 5 floristeries.
L'any 2000 a Digoin hi havia 41 explotacions agrícoles que ocupaven un total de 2.079 hectàrees.

## Equipaments sanitaris i escolars
El 2009 hi havia 1 un hospital de tractaments de llarga durada, 5 farmàcies i 1 ambulància.
El 2009 hi havia 4 escoles maternals i 4 escoles elementals. A Digoin hi havia 1 col·legi d'educació secundària i 1 liceu d'ensenyament general. Als col·legis d'educació secundària hi havia 460 alumnes i als liceus d'ensenyament general 658.

## Poblacions properes
El següent diagrama mostra les poblacions més properes.